# Kos (wyspa)
Kos (gr. Κως Kṓs, tur. İstanköy) – wyspa w Grecji w archipelagu Sporad Południowych (Dodekanez) na Morzu Egejskim u wybrzeża Turcji. Wyspa zawiera zarówno uprawne niziny, jak i nie nadające się do uprawy wyżyny.
Leży w administracji zdecentralizowanej Wyspy Egejskie, w regionie Wyspy Egejskie Południowe, w jednostce regionalnej Kos, w gminie Kos. 
- Rozmiary: 50 km x 10 km
- Powierzchnia: ok. 290 km²
- Długość linii brzegowej: 112 km
- Ludność: 26 000
- Najwyższy szczyt: Dikeos – 843 m n.p.m.

Kos słynie z długich piaszczystych plaż (szczególnie na północy wyspy – okolice Tigaki) oraz odizolowanych wiosek. Głównym źródłem dochodu jest turystyka. Ludność wyspy zajmuje się także uprawą winorośli, migdałów, fig, oliwek, warzyw (pomidorów i sałaty) oraz pszenicy i kukurydzy.
Największe miasto wyspy nazywa się także Kos i jest lokalnym centrum turystycznym i kulturalnym, z dużą liczbą hoteli i restauracji oraz mniejszą liczbą nocnych klubów. Wyspa podzielona jest na trzy gminy: największą i najstarszą gminę Kos, gminę Heraklides i gminę Dikeos. Główny port wyspy znajduje się w mieście Kos. Przy wejściu do portu znajduje się XIV-wieczna twierdza wzniesiona w 1315 przez Joannitów. Niedaleko miasta Kos znajduje się międzynarodowy port lotniczy Kos "Hipokrates" (gr.) (Κρατικός Αερολιμένας Κω, Ιπποκράτης).
Na Kos znajdował się ośrodek kultu Asklepiosa i uważany za ojca medycyny Hipokrates urodził się na tej wyspie ok. 460 r. p.n.e. Hipokrates otworzył na wyspie najsłynniejszą szkołę medyczną. Po jego śmierci, w mieście Asklepiejon, jego uczniowie wybudowali szpital, przez wielu historyków uznawany za pierwszy na świecie. W samym centrum miasta Kos rośnie platan zwany "Drzewem Hipokratesa", pod którym – według tradycji – Hipokrates nauczał. W mieście znajduje się także Międzynarodowy Instytut oraz Muzeum Hipokratesa.
Inne istotne obiekty historyczne: Świątynia Afrodyty, Świątynia Herkulesa, Meczet Hassana Paszy, Casa Romana, Świątynia Dionizosa, Odeon, Asklepiejon.

## Historia
Wyspa została skolonizowana w II tysiącleciu p.n.e. przez Achajów, następnie w XI wieku p.n.e. przez Dorów. Dorowie zorganizowali Federację Ateńską, która dwukrotnie oparła się najazdom Persów. Miasto Kos zostało zbudowane w roku 366 p.n.e. Wyspa została następnie wcielona do Imperium Rzymskiego, a następnie Cesarstwa Bizantyjskiego. W roku 1302 wyspa została zajęta przez Wenecjan, którzy następnie odsprzedali ją w 1314 Joannitom. Ponad dwieście lat później, 6 stycznia 1523 wyspa została podbita przez Turków. Panowanie Turcji trwało 400 lat, do wojny włosko-tureckiej, w wyniku której w 1912 roku Kos przeszła we władanie Włochów. Po kapitulacji Włoch w 1943 roku, po bitwie o Kos wyspa została zajęta przez Niemców, następnie od roku 1945 była protektoratem Wielkiej Brytanii. W 1947 roku wyspa Kos została przekazana Grecji.

## Gospodarka
Gospodarka Kos bazuje na wpływach z turystyki. Do innych dochodowych gałęzi gospodarki należy uprawa zbóż, tytoniu, oliwek, winorośli, figowców, migdałowców i warzyw. Na wyspie znajdują się gorące źródła mineralne.

## Kultura
Najważniejszym portem a zarazem skupiskiem ludności na wyspie jest miasto Kos. Ze swoimi białymi budowlami stanowi również centrum kulturalne. Przypuszcza się, iż na wyspie urodził się Hipokrates. W centrum miasta pokazywane jest tzw. Drzewo Hipokratesa. W mieście znajduje się również muzeum dedykowane temu starożytnemu lekarzowi. Opodal muzeum znajduje się Asklepiejon, gdzie Herodicus miał uczyć Hipokratesa tajników medycyny.

## Religia
Na wyspie dominuje greckie prawosławie, które wyznaje 97% mieszkańców. Katolicy stanowią około 0,4% mieszkańców. Kos posiada jedną z czterech katedr Dodekanezu. Na wyspie znajduje się również kościół katolicki pod opieką franciszkanów z Rodos. Wspólnota muzułmańska posiada własny meczet. Władze odrestaurowały miejscową synagogę, chociaż w czasie II wojny światowej wspólnota żydowska na Kos przestała istnieć. W synagodze, w której zachowały się żydowskie symbole religijne, odbywają się koncerty. Na wyspie działają również Świadkowie Jehowy posiadający Salę Królestwa, z której korzystają zbory: greckojęzyczny, albańskojęzyczny oraz grupa bułgarskojęzyczna.